# Schieferplattenidol

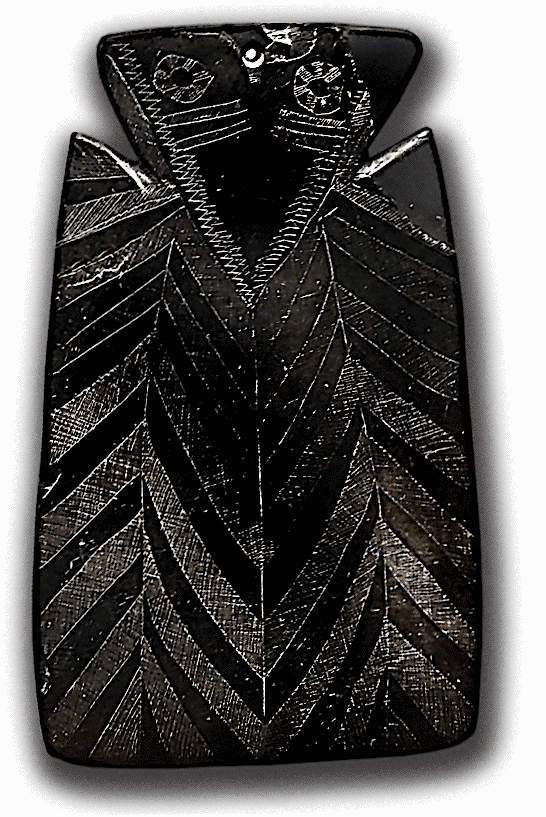
Geritztes Schieferplattenidol aus Granja de Céspedes bei Badajoz

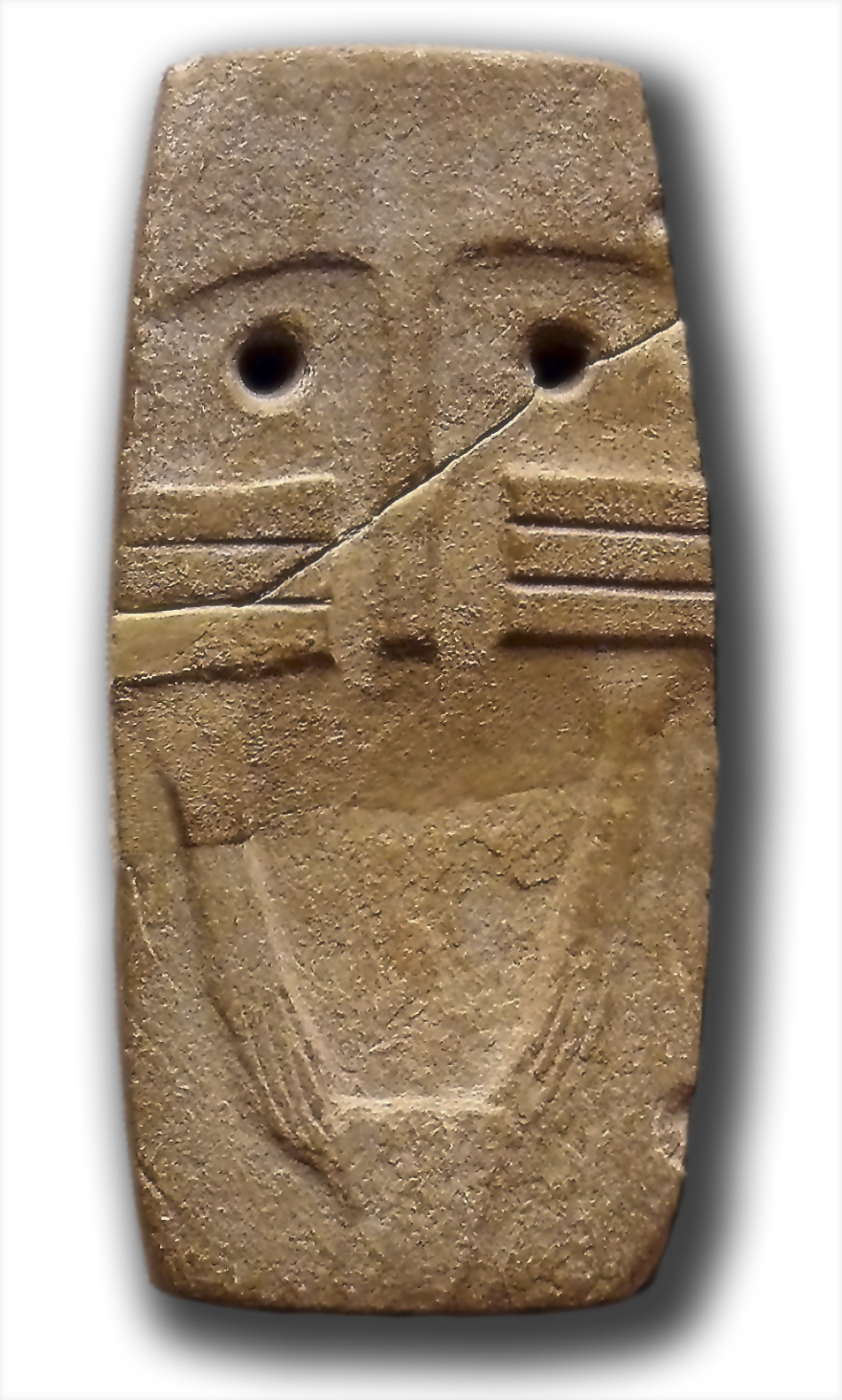
Reliefiertes Augenidol aus Garrovillas de Alconétar

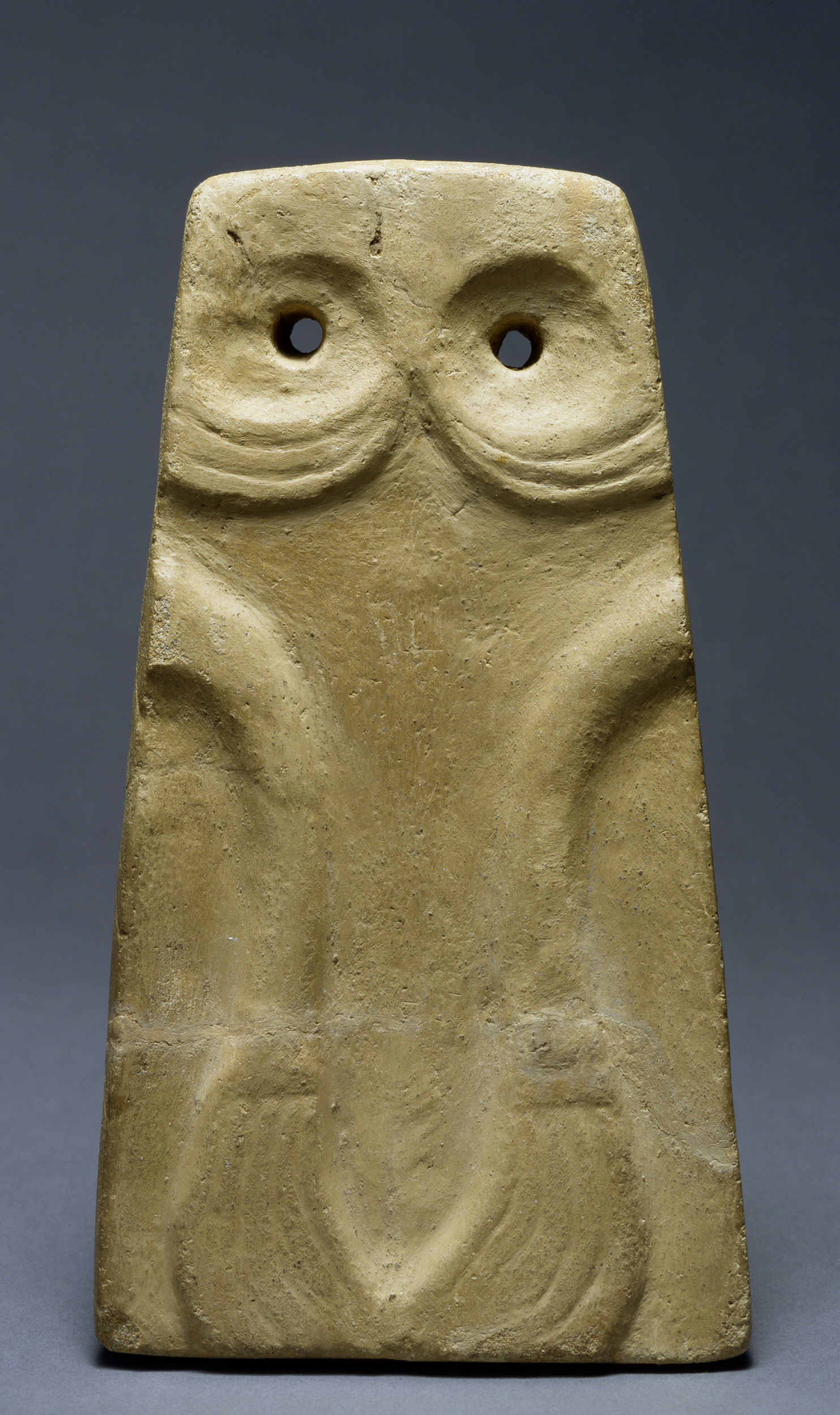
Schieferplattenidol aus dem Museu Nacional de Arqueologia

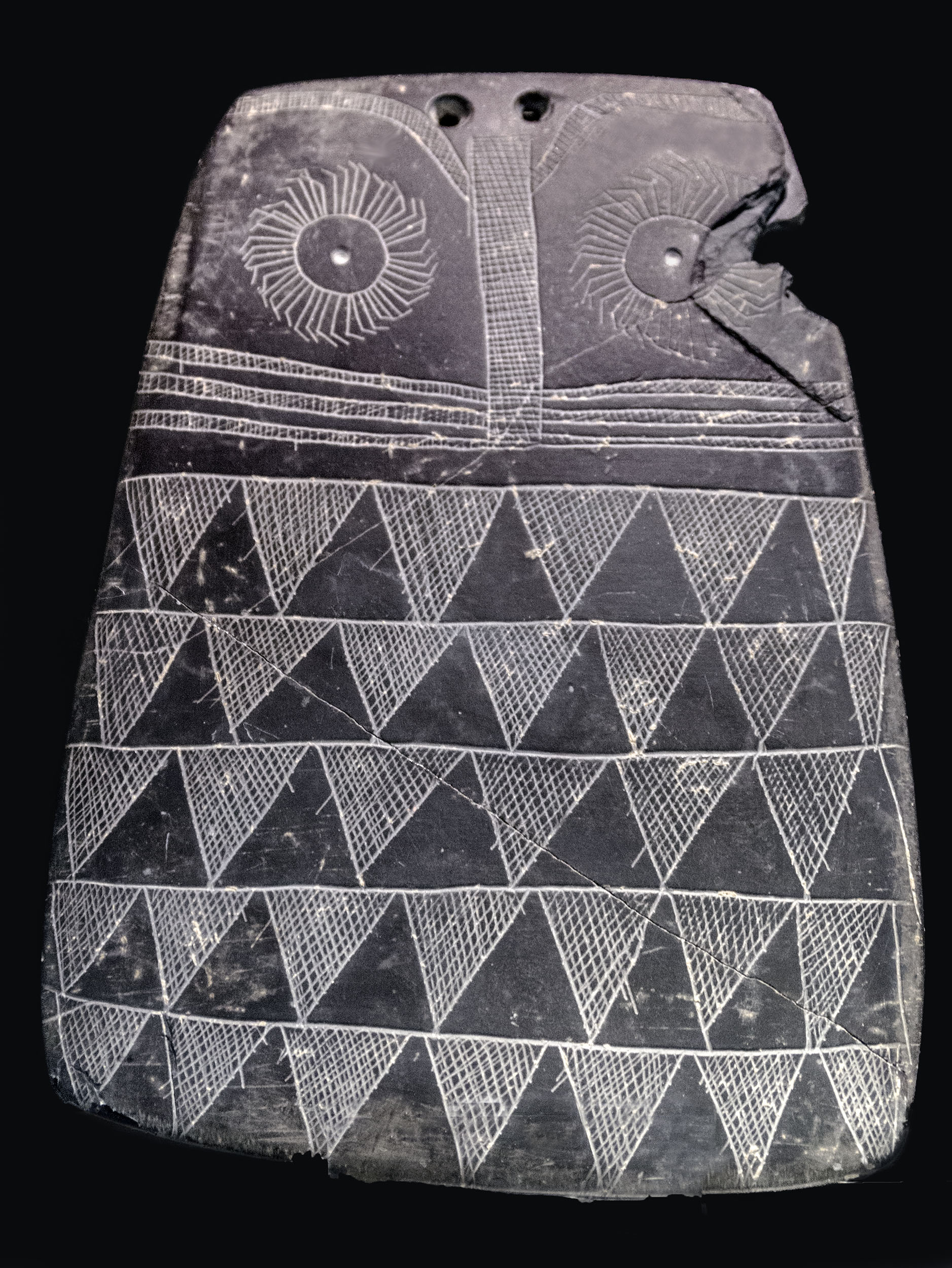
Schieferplattenidol aus Valencina

Schieferplattenidole (englisch Schist idol plaques oder engraved slate plaques; portugiesisch Placas de xisto; spanisch Alentejas oder Ídolo placa en pizarra bzw. Idolos Megaliticos) sind kleine, dünne an den Ecken meist abgerundete trapezoide Platten aus amphibolischem Schiefer (sehr selten auch aus hartem Sandstein), die in den jüngeren Schichten südportugiesischer bzw. südwestspanischer Megalithanlagen und Kuppelgräbern gefunden wurden. Da sie verziert sind und am oberen Ende eine Bohrung für eine Befestigung haben, wurden sie vermutlich – ob sichtbar oder unter der Kleidung verborgen, ist unklar – um den Hals getragen.

## Fundorte
Die oft beidseitig verzierten, anthropomorphen oder mit Augenmotiven versehenen ritzverzierten Schieferplatten stammen aus dem Chalkolithikum und kommen im Südwesten Spaniens (Dolmen von Alcántara) und im Süden Portugals vor. Nördlich des 40. Breitengrades treten sie nicht mehr auf.

## Beschreibung
Die meisten Ritzdekore an den zwischen 10 und 20 cm hohen aber nur ca. 5 bis 10 mm dicken Idolen sind geradlinig; gebogene oder geschwungene Formen sind dagegen eher selten, was sehr wahrscheinlich auf das verwendete Material (Schiefer) zurückzuführen ist. Derartige geometrische Verzierungen sind in der klassischen Megalithkultur eher selten und verweisen somit wahrscheinlich auf eine späte Anfertigung (um 3000 bis 2500 v. Chr.).
Zum Spektrum der Funde in lange genutzten Anlagen im Süden Portugals und in Teilen Spaniens gehören auch: Báculos, Beile, Flintklingen, Kalksteinidole, Kämme, Keramik, Knochengeräte, Lunulae, Nadelköpfe, Perlen, Pfeilspitzen, Sandalen- und Stabidole, Steingefäße, -kugeln und -platten.

## Funktion
Schieferplattenidole gehören zu den Pektoralen und dienten ihren – lebenden oder verstorbenen – Trägern als Amulette mit unheilabwehrender Funktion. In der mittelgroßen polygonalen Anta von Pedra Branca, bei Monturn, Melides (Concelho Grändola, Distrikt Setúbal), scheint den Toten zumeist ein Schieferplattenidol, in wenigen Fällen auch zwei oder drei mitgegeben worden zu sein.

## Typen in Spanien
- Semi-anthropomorphe in 7 Varianten
- trapezoid, abstrakt, anthropomorph in 17 Varianten